# Stanislava Konstantinova
Stanislava Andrejevna Konstantinova (Russisch: Станислава Андреевна Константинова) (Sint-Petersburg, 14 juli 2000) is een Russisch voormalig kunstschaatsster.

## Biografie
Konstantinova begon in 2006 met kunstschaatsen en deed eind 2014 voor het eerst mee aan de Russische kampioenschappen voor junioren. Ze werd twee keer afgevaardigd naar de WK voor junioren. In 2017 werd ze zesde en in 2018 vierde. Direct na het juniorentoernooi, en een week voor de start van het WK, werd Konstantinova halsoverkop ingevlogen om de door een breuk getroffen Jevgenia Medvedeva te vervangen. Dat was kennelijk te veel van het goede, want Konstantinova eindigde op een slechte 19e plaats. Naderhand gaf ze toe erg teleurgesteld over het resultaat te zijn geweest.
In 2019 werd ze dankzij haar vierde plek op het NK afgevaardigd naar het EK. Daar werd ze ook vierde. Hoewel ze aanvankelijk was geselecteerd voor het WK in maart 2019, werd ze vanwege haar tegenvallende resultaten vervangen door Medvedeva.

## Persoonlijke records
Behaald tijdens ISU wedstrijden. 
|                     | punten | toernooi                 |
| ------------------- | ------ | ------------------------ |
| Hoogste totaalscore | 197.57 | 2018 GP Helsinki         |
| Hoogste korte kür   | 065.39 | 2018 CS Finlandia Trophy |
| Hoogste lange kür   | 135.01 | 2018 GP Helsinki         |

## Belangrijke resultaten
| Kampioenschap           | 14/15 | 15/16 | 16/17  | 17/18 | 18/19         | 19/20         | 20/21         |
| ----------------------- | ----- | ----- | ------ | ----- | ------------- | ------------- | ------------- |
| Wereldkampioenschap     |       |       |        | 19e   | t.z.t.        |               |               |
| Europees kampioenschap  |       |       |        |       | 4e            |               |               |
| Nationaal kampioenschap |       |       | 6e     | 4e    | 4e            | 13e           | 16e           |
| WK junioren             |       |       | 6e     | 4e    | geen deelname | geen deelname | geen deelname |
| NK junioren             | 17e   | 8e    | Zilver | Brons | geen deelname | geen deelname | geen deelname |

t.z.t. = trok zich terug